# Eastbourne

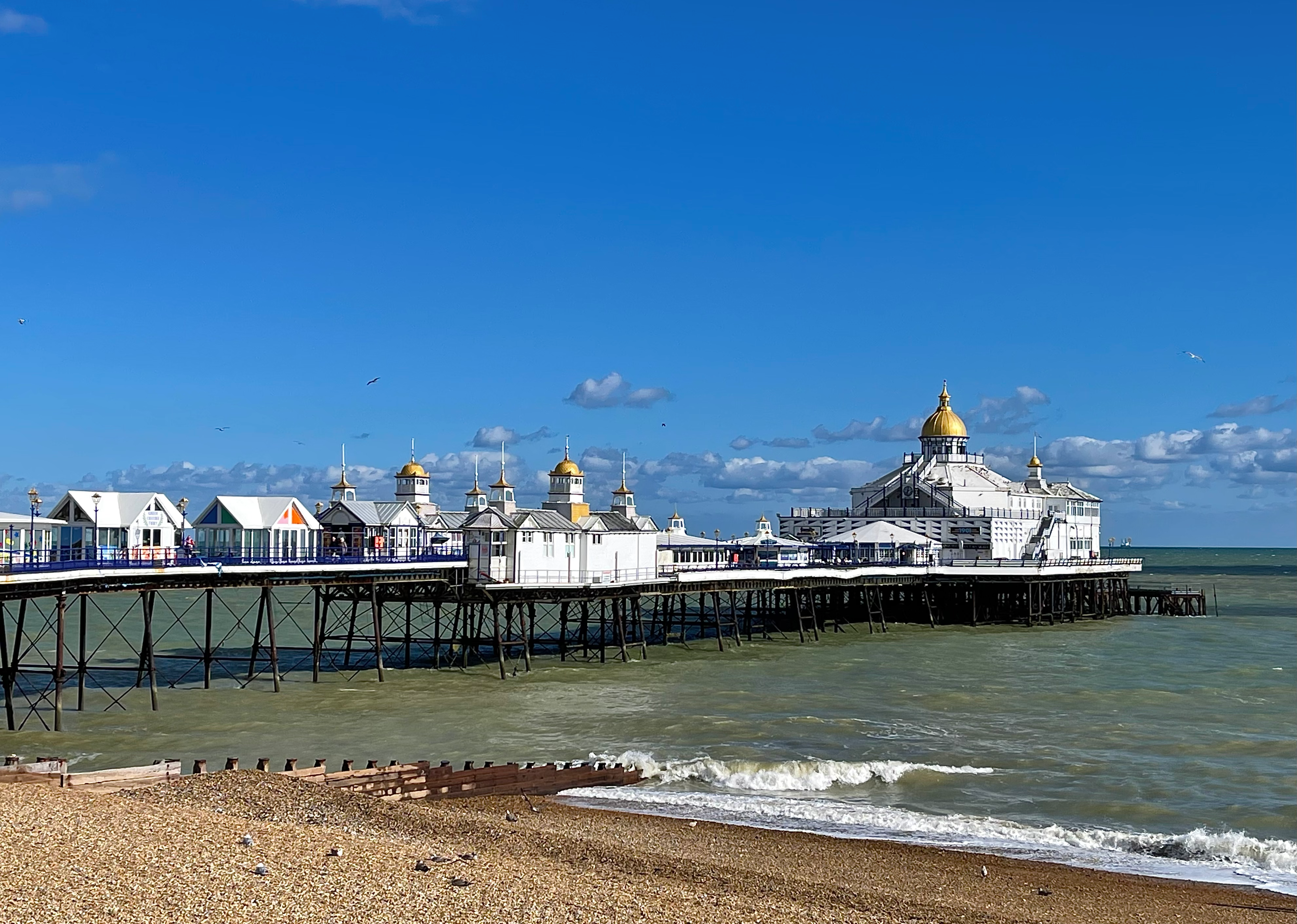
Eastbourne Pier

Eastbourne – miasto w Wielkiej Brytanii (Anglia), w hrabstwie East Sussex, nad cieśniną La Manche. W 2021 roku liczyło 99 180 mieszkańców.
Najwyższy budynek w Eastbourne – South Cliff Tower, ma 58 metrów wysokości. Został wybudowany w 1965.
W Eastbourne odbywa się między innymi turniej tenisowy kobiet The Hastings Direct International Championships oraz AIRSHOW, zazwyczaj w pierwszej połowie sierpnia.

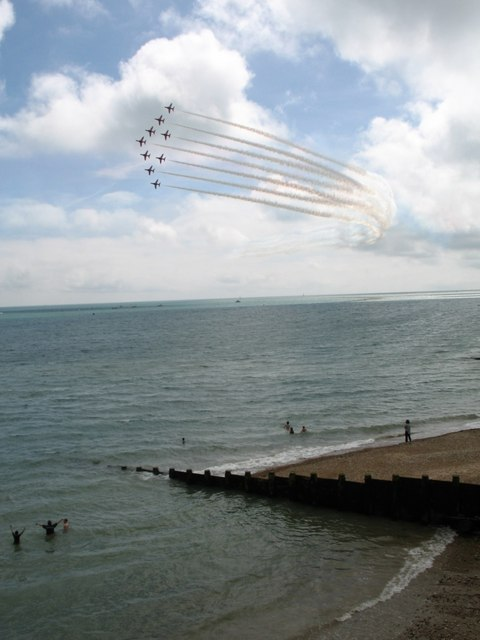
AIRSHOW w Eastbourne 14 sierpnia 2009

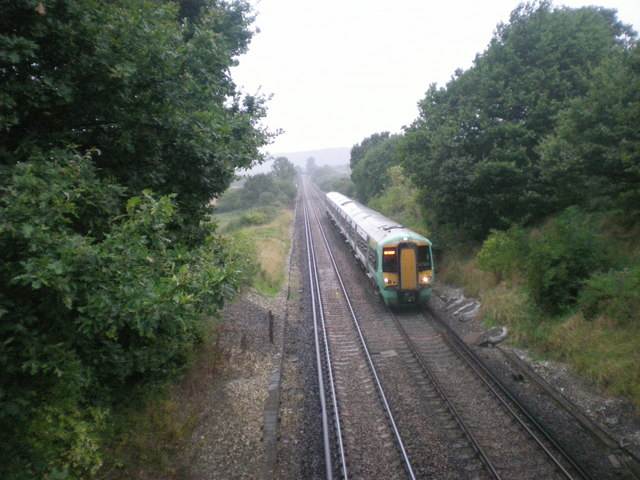
Typowy pociąg firmy Southern

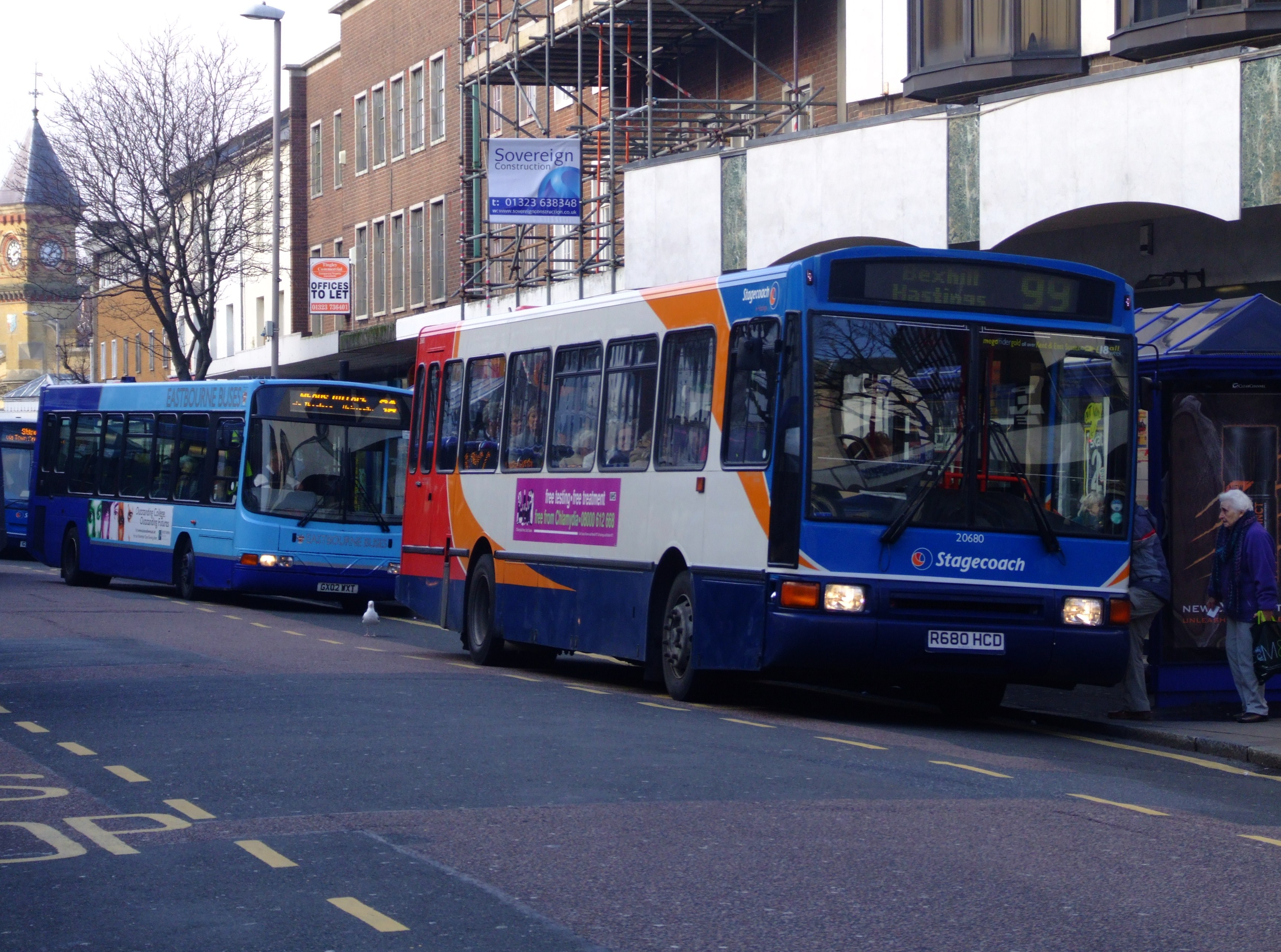
Autobusy w Eastbourne, rok 2009

## Komunikacja
W Eastbourne obecnie operują autobusy spółek Stagecoach oraz Brighton & Hove; wszystkie połączenia autobusowe spotykają się w centrum.  Główna stacja kolejowa znajduje się w centrum miasta a druga znajduje się w dzielnicy Eastbourne pod nazwą Hampden Park (nazwa pochodzi od dużego parku w tej dzielnicy). Obie te stacje są obsługiwane przez spółkę Southern.

## Parki oraz miejsca rozrywki
Główne parki w Eastbourne to Gildredge Park, Princes Park oraz Hampden Park. Na terenie Princes Park znajduje się zbiornik wodny, otoczony dwoma placami zabaw i polem golfowym. Gildredge Park posiada jeden duży plac zabaw, korty tenisowe i koszykowe oraz dwa sklepiki. Hampden Park ma jeden naturalny zbiornik wodny oraz jeden plac zabaw z piaskownicą. Niedaleko Hampden Park jest stacja kolejowa Hamden Park oraz Tesco Express.

## Ludzie związani z miastem
- Theresa May – premier Wielkiej Brytanii
- John Bodkin Adams – lekarz oskarżony o seryjne morderstwa
- Aleister Crowley – okultysta
- Roger Moore – aktor
- Frederick Soddy – profesor chemii

## Popkultura
- W Eastbourne rozgrywa się akcja filmu Angus, stringi i przytulanki (Angus, Thongs and Perfect Snogging, 2008, reż Gurinder Chadha). Film został również nakręcony w tym mieście, a wiele ujęć plenerowych pokazuje charakterystyczne miejsca Eastbourne.

## Historia
Eastbourne jest wspomniana w Domesday Book (1086) jako Borne/Burne.

## Gospodarka
W mieście rozwinął się przemysł poligraficzny oraz spożywczy.